# Anthracophagella politzari
Anthracophagella politzari är en tvåvingeart som beskrevs av Deeming 1981. Anthracophagella politzari ingår i släktet Anthracophagella och familjen fritflugor.
Artens utbredningsområde är Nigeria. Inga underarter finns listade i Catalogue of Life.